# Miloš Kolaković
Miloš Kolaković (1974. június 25. –) szerb válogatott labdarúgó.

## Mérkőzései a szerbia és montenegrói válogatottban
| #  | Dátum             | Ellenfél       | Eredmény | Kiírás              | Esemény    |
| -- | ----------------- | -------------- | -------- | ------------------- | ---------- |
| 1. | 2004. április 28. | Észak-Írország | 1 – 1    | barátságos mérkőzés | becserélve |
| 2. | 2004. július 11.  | Szlovákia      | 2 – 0    | Kirin-kupa          | 75'        |
| 2. | 2004. július 13.  | Japán          | 0 – 1    | Kirin-kupa          | 79'        |

## Sikerei, díjai
Debreceni VSC:
- Magyar labdarúgó-bajnokság: 2004-05